# Вязовое (Тамбовская область)
Вязовое — село в Жердевском районе Тамбовской области России. 
Входит в Вязовский сельсовет.

## География
Расположено на реке Савала, в 10 км к северу от райцентра, города Жердевка, и в 90 км по прямой к югу от центра города Тамбова.
В 4 км к востоку находится село Чикаревка (центр Вязовского сельсовета).

## История
В середине XIX века в казённой деревне Вязовая Почта (Ямщики), расположенной на почтовом тракте из Борисоглебска в Тамбов Тамбовской губернии, действовали почтовая станция и мельница.  

## Население
| 2002 | 2010 |
| ---- | ---- |
| 294  | ↗311 |

По состоянию на 1862 год в деревне Вязовая Почта (Ямщики) Борисоглебского уезда Тамбовской губернии в 45 дворах проживали 459 казённых крестьян (202 мужчины, 257 женщин).

Согласно результатам переписи 2002 года, в национальной структуре населения русские составляли 95 % от жителей.